# Arturo Lizón Giner
Arturo Lizón Giner (Sella, Alicante; 24 de agosto de 1938) es un abogado y político español. Fue senador entre 1979 y 1993, y Síndico de Agravios de la Comunidad Valenciana entre 1993 y 1998.

## Carrera
Arturo Lizón Giner inició su carrera profesional como abogado tras licenciarse en derecho por la Universidad de Valencia en el año 1963. En 1979 interrumpió su carrera profesional al ser elegido senador por el PSPV-PSOE por la provincia de Alicante durante cuatro legislaturas consecutivas, desde 1979 hasta 1993.
En el Senado ocupó los cargos de Vicepresidente Primero, Presidente de la Comisión Constitucional, Miembro de la Comisión de Asuntos Exteriores y Miembro de la Comisión de Justicia.
Tras abandonar el Senado, es nombrado el 28 de julio de 1993, por las Cortes Valencianas, primer Síndico de Agravios de la Comunidad Valenciana. Desempeñó este cargo hasta el fin de su mandato el 28 de julio de 1998. Desde entonces ha vuelto a ejercer profesionalmente la abogacía.